# ۱۳۵۶ (میلادی)
۱۳۵۶ (میلادی) هزار وسیصد و پنجاه و ششمین سال تقویم میلادی است.

## رویدادها
نابودی آل اینجو

## درگذشتگان
‎